# Kajlan
Pour les articles homonymes, voir Morna (homonymie).
Le Kajlan (ourdou : کجلان/ Kajlan) est une race de chevaux de selle originaire des districts de Jhang et d'Hafizabad, dans la province du Pendjab, au Pakistan. La race est réputée pour la beauté de ses yeux noirs, ainsi que pour sa capacité à aller l'amble. Le Kajlan compte environ 2 000 représentants en 2011, ce qui le rend assez rare.

## Histoire
Le Kajlan n'est pas mentionné dans la base de données DAD-IS, ni dans l'encyclopédie de Bonnie Lou Hendricks (Université de l'Oklahoma, 2007), ni dans celle de CAB International (2016). En revanche, l'encyclopédie de Delachaux & Niestlé (2014) lui consacre une entrée.
Cette race descend vraisemblablement de l'Arabe ; en effet, la plupart des chevaux indigènes pakistanais ont été influencés par l'Arabe.
En 2004, le chercheur M. S. Khan du département d'agriculture de l'université de Faisalabad cite le Kajlan parmi les dix races ou lignées de chevaux recensées au Pakistan.

## Description
D'après l'encyclopédie Delachaux, reprenant les données d'un site web d'agriculture pakistanais, le Kajlan est typé Arabe, et essentiellement réputé pour ses beaux yeux d'un noir profond, qui lui ont valu son nom,.
Il est également doué de la capacité à aller l'amble,.

## Utilisations
Ces chevaux sont destinés aux sports équestres locaux, et essentiellement montés. Leur aptitude à ambler les rend très appréciés pour les déplacements sur longue distance dans des zones rurales du Pakistan,.

## Diffusion de l'élevage

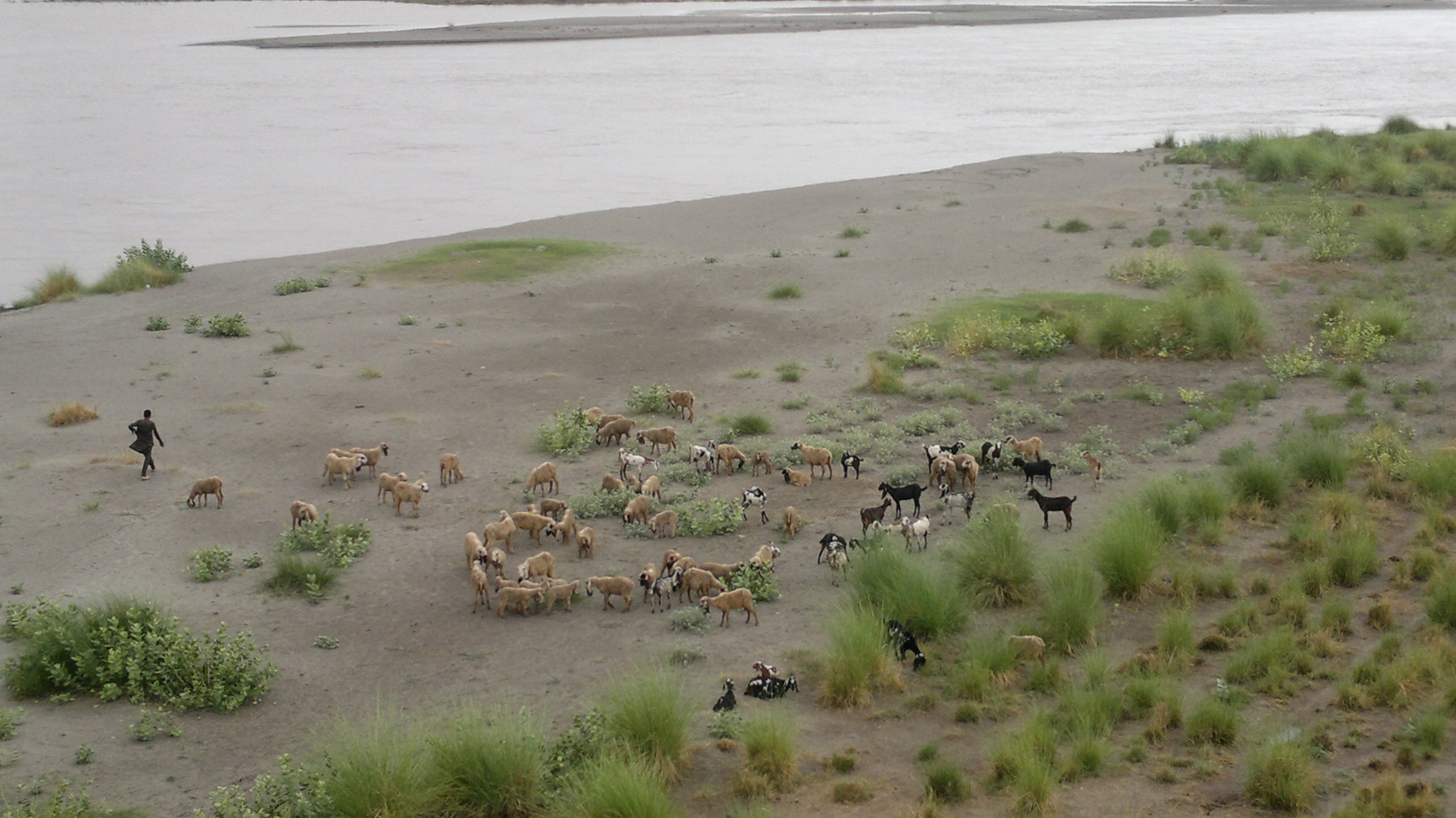
Chèvres près de Chiniot, dans le berceau de la race Kajlan.

Le Kajlan est considéré comme l'une des races de chevaux indigènes du Pakistan. Plus précisément, son berceau se trouve autour de Chiniot et Pindi Bhattian dans les districts de Jhang et d'Hafizabad, dans le Pendjab,. Son élevage est perpétué par diverses familles pakistanaises.
En 2004, il n'existait ni estimation de la population, ni données de tendance connue en matière d'élevage. L'étude menée par Rupak Khadka de l'Université d'Uppsala, publiée en août 2010 pour la FAO, ne signale pas le Kajlan.
Le Kajlan comptait environ 2 000 représentants en 2011, ce qui le rend assez rare.